# Lora Vidović
Lora Vidović (Nova Gradiška, 1973.) hrvatska je pravnica, stručnjakinja za ljudska prava i vladavinu prava. Od 2013. do 2021. obnašala je dužnost pučke pravobraniteljica Hrvatske.

## Životopis
Diplomirala je pravo na Pravnom fakultetu u Zagrebu 1997., a na istomu fakultetu 2001. stječe zvanje magistrice znanosti obranom magistarskog rada s temom „Pravobranitelj za djecu”. Pravosudni ispit položila je 2006. godine.
Od 2001. do 2004. je na mjestu atašea za ljudska prava u Veleposlanstvu Hrvatske u Oslu. 
Kao zamjenica Pravobraniteljice za djecu od 2006. do 2010. godine bila je zadužena za postupanja po pritužbama u područjima zaštite djece od nasilja i tjelesnog kažnjavanja, obiteljskog prava, oglašavanje i za razvoj suradnje s tijelima javnih vlasti i organizacijama civilnog društva. Aktivno je sudjelovala u radu Europske mreže pravobranitelja za djecu (ENOC) i Globalne mreže pravobranitelja za djecu, vodila proces osnivanja Mreže pravobranitelja za djecu Jugoistočne Europe (CRONSEE) te je bila članica Radne grupe Vijeća Europe za izradu Smjernica za integrirane strategije protiv nasilja nad djecom.
Predstojnica ureda UNICEF-a u Hrvatskoj od 2010. do 2013.
Od 2016. do 2018. godine bila je članica Upravnog odbora Agencije za temeljna prava Europske unije, sa sjedištem u Beču.
Od 2016. do 2019. godine predsjedavala je Europskom mrežom nacionalnih institucija za ljudska prava i time postala i članica Biroa Globalnog saveza nacionalnih institucija za ljudska prava pri Vijeću za ljudska prava Ujedinjenih naroda.
Hrvatski sabor imenovao ju je 15. veljače 2013. pučkom pravobraniteljicom na osmogodišnji mandat, do 2021. godine. Prioritetna područja zaštite ljudskih prava kojima se bavila bila su gospodarska i društvena prava, posebno osoba starije životne dobi, suzbijanje diskriminacije, govor mržnje, migracije, osnaživanje civilnog društva, prava nacionalnih manjina, prava na zdrav okoliš i druga. 
Pučka pravobraniteljica 2018. godine objavila je analizu „Relativizacija zločina NDH narušava temeljne vrijednosti Ustava, a izostanak reakcija otvara prostor mržnji”. U analizi osuđuje isticanje nacističkih i ustaških simbola u javnom prostoru i nekonzistentnost vlasti u njihovoj nedvosmislenoj osudi te javno zagovara dosljedno podnošenje prekršajnih prijava za pozdrav „Za dom spremni” i kraticu ZDS. 
Tijekom svojeg mandata zalagala se za područja ljudskih prava koja su dotad bila nedovoljno naglašavana, poput suzbijanja siromaštva, dostupnosti javnoga zdravstva, brige o starijima, prava na zdravi okoliš i drugo.

## Nagrade
U listopadu 2021. godine dodijeljen joj je orden Viteškinje Legije časti, najvažnije odlikovanje Francuske Republike, „zbog predanosti i autoriteta koji je u ulozi pučke pravobraniteljice pokazala u obrani temeljnih prava u Hrvatskoj, a time i demokratskih vrijednosti koje čine temelj zajedničkog europskog identiteta”.
U prosincu 2021. godine Centar za mir, nenasilje i ljudska prava dodijelio je Lori Vidović nagradu za promicanje mirotvorstva, nenasilja i ljudskih prava „Krunoslav Sukić“ za osobit doprinos u zaštiti i promociji ljudskih prava i sloboda čovjeka i izvrsno i dosljedno promicanje kulture mira i nenasilja. Nagrada joj je dodijeljena „za izuzetan doprinos i osobni pečat za vrijeme mandata pučke pravobraniteljice, unapređenjem djelovanja institucije u nizu područja poput suzbijanja siromaštva i socijalne isključenosti, govora mržnje i neprihvatljivog izražavanja u javnome prostoru, migracija, kao i približavanja institucije pučkoga pravobranitelja građanima otvaranjem područnih ureda u Rijeci, Osijeku i Splitu“.
Hrvatska udruga za odnose s javnošću predložila ju je 2019. za nagradu Komunikator godine.